# Caloparyphus amplus
Caloparyphus amplus är en tvåvingeart som först beskrevs av Daniel William Coquillett 1902.  Caloparyphus amplus ingår i släktet Caloparyphus och familjen vapenflugor. Inga underarter finns listade i Catalogue of Life.